# Eugenio Fasana
(da Invito al noviziato, 1939)
Eugenio Fasana (Gemonio, 29 aprile 1886 – Milano, 22 novembre 1972) è stato un alpinista, pittore, scrittore, guida alpina e giornalista italiano.

## Biografia
Eugenio Fasana nacque a Gemonio il 29 aprile 1886, primo di 5 fratelli. A 10-12 anni compiva le sue prime passeggiate solitarie, ascendendo il Monte Nudo sopra Gemonio e il Monte Zeda per il sentiero alpinistico Bove. Frequentò e compì i suoi studi presso il Collegio Arcivescovile di Saronno e lavorò presso la cartiera di famiglia prima di trasferirsi presso la Cartiera Binda a Milano.
Fu pioniere dell'alpinismo moderno nonché tra i più vivaci e completi alpinisti italiani della prima parte del Novecento con oltre 120 nuove ascensioni nelle Alpi Occidentali, Centrali, Dolomitiche, Bavaresi e Bernesi tra il 1906 e il 1935.
Membro autorevole del CAAI (Accademici Alpini del CAI) e Presidente della SEM (Società Escursionisti Milanesi) dal 1919 al 1925, dal 1915 arrampicò con i nomi più noti dell'alpinismo del primo dopoguerra: Aldo Bonacossa, Ugo di Vallepiana, Ettore Castiglioni, Elvezio Bozzoli-Parasacchi, Antonio Omio, Luigi Binaghi, Piero Mariani, Enrico de Enrici, Erminio Dones, Gigi Vassalli, Abele Miazza, Celso Gilberti, Piero Ghiglione, Ninì Pietrasanta, Vitale Bramani, Piero Fasana (suo fratello) e ne avvicinò altri come Gabriele Boccalatte, la guida trentina Tita Piaz, gli abati-alpinisti valdostani Pierre Chanoux e Joseph Henry.
“Alpinista completo, coraggioso e dal gran temperamento”, fu esperta guida alpina della Regina Maria José del Belgio, del Re Alberto I del Belgio e di Papa Pio XI e fu tra i primissimi in Italia a praticare lo sci alpinismo, lo sci discesistico e lo sci di fondo, alle quali dedicò moltissime pubblicazioni, tra cui la prefazione del celebre libro di Emilio Comici "Con te, a scuola di sci" - Ulrico Hoepli Editore Milano, 1945.
Contemporaneamente all'attività alpinistica si dedicò all'attività letteraria e artistica, partecipando a mostre di pittura alpina e figurativa, accompagnando le proprie opere (oli, chine, carboncini e fotografie ritoccate con interventi pittorici) ai suoi articoli e alle sue pubblicazioni. Scrisse 4 libri: "Uomini di sacco e di corda" (SEM, Milano 1926), "Quando il Gigante si sveglia" (Montes, Torino 1944), "Cinquant'anni di vita della Società Escursionisti Milanesi" (SEM, Milano 1941), di cui Fasana è il curatore e l'autore di gran parte dei testi, e il celebre "Il Monte Rosa: vicende, uomini, imprese" (Rupicapra, Milano 1931), poi scopertinato e ripresentato come "L'epopea del Monte Rosa" nella collezione “Montagna” di G. Zoppi per le edizioni L’Eroica, Milano 1934, che lo portò alla notorietà del grande pubblico nazionale e internazionale. Il volume valse a Fasana il riconoscimento degli alpinisti italiani e stranieri e il collocamento dello stesso fra i migliori scrittori dell'epoca. Nel 1934 viene ammesso al Gruppo Italiano Scrittori di Montagna. A proposito di quest'ultimo libro l'alpinista Guido Rey ebbe a scrivere: “Mi consenta di dirLe tutta la mia gratitudine per il dono che Ella ha fatto all'alpinismo italiano con la pubblicazione del Suo Il Monte Rosa, un libro indispensabile e desideratissimo, che ci sarà invidiato dagli stranieri".
Tenne numerose conferenze alpinistiche sempre pervase da un lirismo appassionato per la montagna (venne per ciò insignito della medaglia dell'Ordine del Cardo del quale fu Vicepresidente) tra cui una dedicata a San Francesco d'Assisi (“San Francesco e la montagna”) registrata e trasmessa da Radio RAI nel secondo dopoguerra.
Fu redattore della rivista "Le Prealpi" dove scrisse dal 1909 al 1936 utilizzando anche svariati pseudonimi (Efas, Geni Anasaf, Ugo Enea Fiasna, Nano Gaiusefea, Rupicapra, Sottozero, Ignoto Alpinista). Ebbe una rubrica sul quotidiano "La Stampa" di Torino per diversi anni e un'altra di aforismi su “Lo Scarpone”. Collaborò con le principali riviste specializzate letterarie e d'alpinismo del tempo. Compose numerose poesie, canzoni di montagna e coniò raffinati e acuti aforismi sull'alpinismo che vennero tradotti in francese sulla Rivista del Club Alpino Francese. Gli fu dedicato l'Inno-Marcia per il Trentennio della SEM ("In alto di più!" - Parole e musica di Poma, 1921). Per molti anni si credette a lui dedicata anche la marcia di regolarità e resistenza alpina denominata “Coppa biennale Eugenio Fasana” del 1942, ad alpinista ancora vivo. In realtà si trattava di una Marcia alla memoria di un suo parente omonimo, vissuto a Verbania Intra e a cui il figlio Giovanni, influente personaggio del Fascio verbanese, nel 1942 dedicò l'unica edizione della manifestazione.. Fasana amò anche l'arte e dei suoi scritti si ricordano le pagine dedicate a Giovanni Segantini, Vincenzo Schiavio, Walter Ranghieri, Luigi Binaghi e Gianfranco Campestrini che realizzò un ritratto del Fasana.
Fasana fu al centro di clamorose e tragiche imprese rievocate nei suoi libri, quali la morte dei suoi 3 compagni di cordata in una ascensione alla Grigna mentre stava aprendo una nuova via su uno dei Torrioni Magnaghi ("La disgrazia dello Spigolo Dorn"), il 17 maggio 1914 (la tragedia ebbe ampio eco sulle più importanti testate nazionali come il Corriere della Sera, Achille Beltrame dedicò la copertina de La Domenica del Corriere agli avvenimenti, 7-14 giugno 1914), il suo folgoramento sul Petit Dru e la tragedia sulla Rasica il 15 settembre 1935, in Val Bregaglia, che costò la perdita di sei uomini per assideramento, dalle quali uscì sempre fortunosamente indenne.
Svolse la carriera militare negli alpini, in varie zone delle Alpi (Valtellina, Valcamonica, Bergamasca) e divenne caporalmaggiore (degli alpini sciatori), decorato di medaglie al valore militare durante la prima guerra mondiale. Nel periodo della naja ha modo di compiere molte escursioni, alcune delle quali insieme all'Ing. Augusto Saltarelli.

## Attività alpinistica
“La figura di Fasana giganteggia nella storia dell'alpinismo dalle Grigne al Monte Rosa”
Iniziò la sua attività alpinistica in Valle Anzasca. Nel 1900, a soli 14 anni, sale al Belvedere e al Monte Moro.
Dal punto di vista esplorativo l'attività alpinistica di Fasana va dal 1906, quando ha 20 anni, al 1941, quando ne ha 55. Le sue maggiori realizzazioni si collocano negli anni prima e dopo la prima guerra mondiale. Dal punto di vista geografico l'attività esplorativa di Fasana spazia su tutto l'arco alpino. I gruppi più frequentati sono quelli più facilmente raggiungibili da Milano, le Grigne innanzitutto, di cui tutte le guglie furono salite per prime da Fasana (apertura della celebre Direttissima dai Resinelli al Colle Valsecchi sulla Cresta Segantini, il Campaniletto, la Torre, la Lancia e il Fungo, battezzate dal Fasana prendendo spunto dalla morfologia delle rocce, il Torrione Palma, il Magnaghi Centrale e Meridionale, il Sigaro Dones e la celebre Parete Fasana sul versante nord-est del Pizzo della Pieve della Grigna Settentrionale, e ancora la Via Fasana e il Dente della Fasana a fianco alla Parete Fasana) e poi le altre montagne lecchesi: i Corni di Canzo (Via Fasana sul versante Sud del Corno Occidentale, Camino Fasana sulla Torre Desio, Due Pilastri e parete nord est del Corno Centrale), il Resegone (4 giugno 1911: prima data sicura di realizzazione di un itinerario su roccia, la Cresta Sud della Torre di Val Negra), lo Zuccone Campelli (Cresta d’Ongania), il Pizzo dei Tre Signori. Altre importanti realizzazioni nelle Alpi Pennine (Valpelline, Zinalrothorn, Nadelhorn) e Lepontine (Veglia e Devero - Obelisco del Geisspfad), sui monti dello Spluga, della Val Masino, nelle Orobie (Denti della Vecchia), nel gruppo dell'Adamello, del Disgrazia e del Bernina, nel massiccio del Cevedale, nel gruppo del Monte Rosa, che Fasana definì "l'altare della Pianura padana", e nelle Dolomiti.
La costanza dell'allenamento “a secco” fa di Eugenio Fasana un precursore dei metodi utilizzati dai climber contemporanei per allenarsi. A tal proposito scrive Pietro Buzzoni nel libro "Lario Rock - Pareti" (Versante Sud, 2011): "L'alpinismo, (...), deve molto a Eugenio Fasana: infatti, già agli inizi del secolo scorso, Fasana contribuì in modo determinante a delineare le basi di quella disciplina verticale che in seguito ebbe nella scalata su roccia una sua propria identificazione. La tecnica, lo stile e l'approccio con la parete che contraddistinguevano Fasana, erano in quegli anni decisamente innovativi: mentre fisicamente Fasana saliva le montagne, concettualmente affinava teorizzazioni alpinistiche in forma lucida e decisamente moderna, definendo le caratteristiche che identificavano l'alpinismo come pratica più specifica e con la propria identità, differenziandolo dall'esplorazione alpina, con la quale in quei tempi veniva ancora confusa".
Anche da punto di vista teorico, infatti, Fasana appare un precursore: già nel 1926, in Uomini di Sacco e di Corda, distingue fra “alpinismo classico”- quello che si svolge in alta montagna, che richiede doti di resistenza, di sacrificio, e una conoscenza approfondita dell'ambiente in cui ci si trova ad operare - e “alpinismo acrobatico”, praticato sulle pareti delle montagne di casa, su difficoltà elevate, ma in un ambiente relativamente tranquillo e sicuro.
Fra una scalata e l'altra fu anche sollevatore di pesi dove fu insignito di medaglie. A Fasana furono dedicati capitoli di importanti volumi, come ad esempio “Un'avventurosa salita al Dru” nel celebre “Scalatori” a cura di A. Borgognoni e G. Titta Rosa (Ulrico Hoepli Editore, Milano 1939), “Il Francescano delle Alpi” in Alpinismo Romantico di Sandro Prada (Tamari Editori, 1972) e “Fasana il visionario” in Dal Monte Leone al Basòdino di Marco Fortis (Grossi, Domodossola, 1994).
Scrisse Sandro Prada: "Fasana fu un ottimo arrampicatore e alpinista e appartiene sicuramente, come antesignano, a quella tipica scuola di scalatori milanesi che si è caratterizzata, nel 900, attraverso un connubio di attività alpinistica e culturale: è il caso del Conte Lurani, di Ettore Castiglioni, di Ettore Zapparoli e di alcuni altri, capaci di coniugare azione, intelletto e comunicazione, entro la propria esperienza si montagna."
Nell'aprile del 2014 è stato creato l'Archivio Fasana e nel settembre dello stesso anno si terrà la prima monografica su Eugenio Fasana dal titolo: "Eugenio Fasana. Mitografia di un alpinista" presso il Museo Bodini di Gemonio a cura di Daniele Astrologo Abadal, Gianni Pozzi e Luca Zuccala.